# Slot A

## Общие сведения

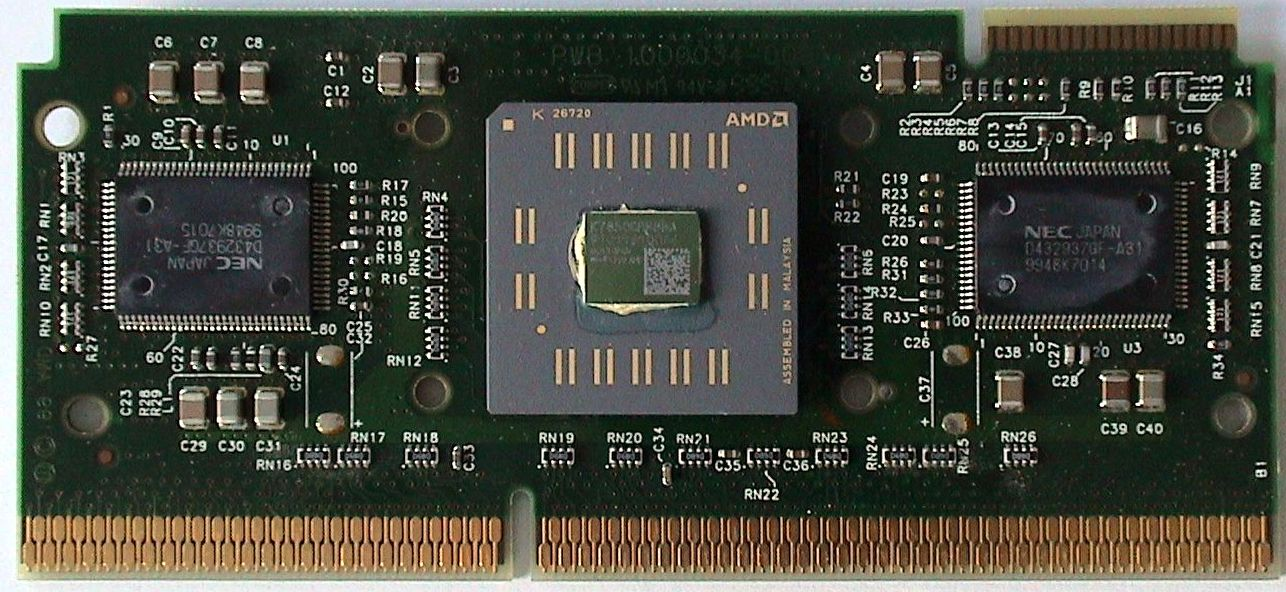
Процессор для Slot A

Интерфейс Slot A был представлен компанией AMD 23 июня 1999 года вместе с первыми процессорами Athlon, для которых он предназначался.
Появление этого интерфейса было связано в первую очередь с необходимостью ускорения работы процессора с кэш-памятью второго уровня относительно систем на платформе Super Socket 7, не допуская при этом значительного повышения стоимости производства процессоров (применяемый в то время 250 нм техпроцесс не позволял интегрировать кэш на ядро процессора без значительного увеличения стоимости производства). Наилучшим на тот момент решением оказалось размещение процессора и микросхем кэш-памяти на процессорной плате, находящейся в картридже. Процессор в таком корпусе помещался в щелевой разъём с 242 контактами, располагавшимися с обеих сторон разъёма в два ряда, асимметрично разделённый ключом, предотвращавшим неправильную установку процессора.
Для упрощения производства системных плат для процессоров Athlon Slot A был сделан механически совместимым с популярным разъёмом для процессоров Intel — Slot 1, что позволяло производителям использовать один и тот же разъём на системных платах для процессоров Pentium III и Athlon. Электрически разъёмы Slot A и Slot 1 несовместимы. Различна также нумерация выводов разъёма.
В конце 1999 года процессоры Athlon были переведены на 180 нм техпроцесс, а в начале 2000 года получили интегрированный кэш второго уровня, что позволило отказаться от использования процессорной платы и картриджа. На смену разъёму Slot A в 2000 году пришёл гнездовой разъём Socket A.
Материнские платы с разъемом Slot A  основывались на чипсетах AMD 750 и VIA KX133. 